# جورجيا فولر
جورجيا فولر (بالإنجليزية: Georgia Fowler) هي عارضة نيوزيلندية، ولدت في 18 يونيو 1992 في أوكلاند في نيوزيلندا.

## وصلات خارجية
- جورجيا فولر على موقع IMDb (الإنجليزية)
- جورجيا فولر على موقع دليل عارضات الأزياء (الإنجليزية)